# 国重就正
国重 就正（くにしげ なりまさ）は、戦国時代から江戸時代にかけての武将。毛利氏の家臣で長州藩士。国重氏は安芸武田氏の庶流で、安芸国佐東郡国重の国重城を本拠とした国人。父は国重信正。

## 生涯
天文19年（1537年）、国重信正の子として生まれ、毛利元就、隆元、輝元、秀就の四代に仕え、各地を転戦して度々感状を与えられた。
永禄4年（1561年）、石見国の福屋隆兼が毛利氏を離反して尼子方に転じ、吉川経安の守る福光城を攻撃した。元就は吉川元春と宍戸隆家を援軍に派遣して隆兼を退けた。さらに吉川元春と宍戸隆家を先陣として福屋方の中之村城と矢上城を攻め落とした。この時の中之村城攻撃に就正は参加したが負傷した。永禄5年（1562年）12月29日、元就から「就」の偏諱を与えられ、名を「正信」から「就正」へ改めた。また、永禄6年（1563年）2月15日には「又右衛門尉」に任官している。
天正7年（1579年）5月9日、周防国吉敷郡朝倉の内の24石の地を与えられ、天正20年（1592年）には「出雲守」の受領名を与えられた。
慶長16年（1611年）7月4日に死去。享年75。子の元恒が後を継いだ。